# آنژلو پاریزی
آنژلو پاریزی (انگلیسی: Angelo Parisi؛ زادهٔ ۳ ژانویهٔ ۱۹۵۳) جودوکار اهل فرانسه بود.